# Байыр-оол, Монгуш Сендажиевич
Байыр-оол Монгуш Сендажиевич (1939) — кандидат философских наук, Почетный гражданин г. Кызыла, заслуженный работник Республики Тыва.

## Биография
М. С. Байыр-оол родился 17 октября 1939 г. в Барун-Хемчикском кожууне Тувинской Народной Республики в семье кочевников. В 1949 году поступил учится в Кызыл-Тайгинскую начальную школу. В 1952 году вступил в комсомол. Учился в Хонделенской (1953-1954), Ак-Довуракской( 1954-1956) и Аксы-Барлыкской (1956-1959) средних школах. После окончания школы устроился работать в Хонделенской геологоразведочной экспедиции наблюдателем-магнитометристом. (В 1959 г. несколько месяцев работал записатором-магнитометристом в геолого-разведочной экспедиции, которой руководил Лев Степанов).
В 1959-1962 годы служил в строительных частях Тихоокеанского флота. В течение двух лет был секретарём комитета ВЛКСМ отличной военно-строительной роты флота, был заместителем командира роты. Во время службы он также работал внештатным военным корреспондентом газеты Тихоокеанского флота «Боевая вахта».

## Трудовая деятельность
Трудовую деятельность начал корреспондентом в газете «Тыванын аныяктары». Потом заведовал отделом комсомольской жизни (1962-1964). В 1964-1968 гг. учился в Хабаровской высшей партийной школе, затем работал ответственным секретарём в газете «Тыванын аныяктары», редактором (1968-1973).
В 1973-76 гг. М. С. Байыр-оол учился в аспирантуре Академии общественных наук при ЦК КПСС, защитил кандидатскую диссертацию по теме «Формирование у советской молодежи потребностей в труде и познании». В 1976-1978 г. работал заместителем редактора редакции газеты «Шын». С 1978 по 1986 г. работал преподавателем философии, деканом педагогического факультета, доцентом кафедры марксизма-ленинизма в Кызылском государственном педагогическом институте. В 1986-1990 годы работал в ТНИИЯЛИ страшим сотрудником, зав. сектором истории и этнографии. Он одним из первых занялся изучением этносоциологии тувинского народа. В 1977-1979 гг. руководил историко-культурной экспедицией «Социальная деятельность чабана». Всего в ходе полевого сезона было опрошено более 500 чабанов. Эти материалы после обработки в Сибирском отделении РАН СССР в г. Новосибирск были переданы на хранение в рукописный фонд ТНИИЯЛИ. До 1996 года работал в Институте усовершенствования учителей Республики Тыва заведующим кафедрой РТ, ученым секретарём.
В 1996—1998 гг. работал в Правительстве РТ в должности председателя Госкомпечати и информации. В течение 5 лет работал редактором по информации студии радиовещания ГТРК «Тыва».
В 2004 г. вернулся в ТИГПИ, работал зав.рукописным фондом ТИГПИ, старшим научным сотрудником, зав. сектором социологии, в настоящее время — ведущий научный сотрудник сектора прикладной социологии.

## Основные труды
Он — автор более 400 научных и публицистических статей по истории и этносоциологии кочевников Центра Азии.
- «Эртине болгаш кижилер» (Кызыл, 1978, 108 с.)
- «Шилилге : эртем-тайылбырлыг очерктер» (Кызыл, 1987 151 с.)
- «Тывалар» (класстан дашкаар номчулга ному. (Кызыл, 2005, 208 с.)
- «Дээрден чугурген сылдыс дег» (Кызыл, 2009, 72 с.)
- «Салчак Тока — сын своего времени. Главный красный нойон Тувы» (Германия, 2013, 2015, 454 с.)
- Роль молодежных газет в формировании духовных потребностей советской молодежи — статья. (Москва, изд-во «Мысль», 1977)
- Мурнакчыларнын улуу (Вклад передовиков) Сборник очерков. (Кызыл, Тув.книг.изд-во, 1982) и др.[4].

Является соавтором II тома «Истории Тувы» (2007).

## Награды и звания
- Нагрудный знак «Отличник военного строительства» (1961)
- Почетная грамота Президиума Верховного Совета Тувинской АССР (1973)
- Нагрудный знак ЦК ВЛКСМ «За активную работу в комсомоле» (1973)
- Почетная грамота Всесоюзного общества «Знание» (1974)
- Почетная грамота ДОСААФ СССР им. трижды Героя Советского Союза А. И. Покрышкина (1974)
- Член Союза журналистов СССР (1969)
- Член Союза журналистов России
- Заслуженный работник Республики Тыва.
- юбилейная медаль «100-летие единения России и Тувы и 100-летие основания г. Кызыла» (2014)
- медаль «За доблестный труд»2018)[5].
- Почетный гражданин города Кызыла (2018).